# فابیو دوس سانتوس باربوسا
فابیو دوس سانتوس باربوسا (به پرتغالی: Fábio dos Santos Barbosa) هافبک اهل برزیل است که در شهر Campina Grande و در تاریخ ۹ اکتبر ۱۹۸۰ به دنیا آمده‌است.
فابیو دوس سانتوس باربوسا در تیم‌های فوتبال Santo André، Rio Branco (SP)، Náutico، São Caetano، دیپورتیوو ناسیونال، کروزیرو، لیون، سائوپائولو، Fluminense، کروزیرو سابقهٔ حضور دارد.